# Kobe Goossens
Kobe Goossens (Lovaina, 29 de abril de 1996) es un ciclista belga que desde 2022 corre para el equipo Intermarché-Wanty de categoría UCI WorldTeam.

## Trayectoria
En 2019 se anunció su incorporación al Lotto Soudal de cara al año siguiente tras su paso por las categorías inferiores del equipo.
En 2020 fue anunciado para participar en la Vuelta a España, lo que supuso su debut en una gran vuelta.

## Palmarés
2019
- Tour de Jura, más 1 etapa

2023
- Trofeo Andrach
- Trofeo Serra de Tramuntana

## Resultados en Grandes Vueltas
| Carrera | Carrera         | 2020 | 2021 | 2022 | 2023 | 2024 |
| ------- | --------------- | ---- | ---- | ---- | ---- | ---- |
|         | Giro de Italia  | —    | Ab.  | —    | —    | —    |
|         | Tour de Francia | —    | —    | 46.º | —    | 69.º |
|         | Vuelta a España | 24.º | —    | —    | Ab.  | Ab.  |

—: no participa
Ab.: abandono